# Battaglia di Trois-Rivières
La battaglia di Trois-Rivières (battaglia dei Tre Fiumi) fu combattuta l'8 giugno 1776, durante la guerra d'indipendenza americana. Un esercito britannico, al comando del governatore della provincia di Québec Guy Carleton, sconfisse un'unità dell'Esercito continentale americano, sotto il comando del generale William Thompson, il cui compito era di tentare di fermare l'avanzata britannica lungo la valle del fiume San Lorenzo. La battaglia è parte dell'invasione americana del Canada, del 1775, cominciata a settembre con l'obiettivo di togliere la regione dal dominio britannico.
L'attraversamento del San Lorenzo da parte delle truppe americane fu osservato dalla milizia del Quebec, che avvertì le truppe britanniche a Trois-Rivières. Un agricoltore locale condusse gli americani in una palude, permettendo agli inglesi di far sbarcare truppe addizionali al villaggio e di stabilire delle posizioni difensive dietro le unità americane. Dopo un breve scontro tra la linea britannica e gli americani che uscivano dalla palude, questi ultimi ruppero le loro linee in una disorganizzata ritirata. Avendo bloccato alcune delle vie di fuga, i britannici fecero un buon numero di prigionieri, incluso il generale Thompson e il suo staff.
Questo fu l'ultimo grande scontro armato combattuto in Quebec del conflitto. In seguito alla sconfitta, le restanti forze americane, al comando di John Sullivan, si ritirarono dapprima a Fort Saint-Jean, poi a Fort Ticonderoga.

## Antefatti
L'Esercito continentale, che aveva invaso il Canada nel settembre 1775, subì un duro colpo nella disastrosa battaglia di Quebec City, alla fine dell'anno. Dopo la sconfitta, Benedict Arnold e gli uomini rimasti assediarono la città fino al maggio 1776.
All'alba del 6 maggio. tre navi della Royal Navy entrarono nella Baia di Quebec. Le truppe a bordo furono fatte sbarcare e immediatamente inviate in città da dove, poco tempo dopo, il generale Guy Carleton li condusse in marcia versa il campo d'assedio americano. Il generale John Thomas, al comando delle truppe americane, aveva già dato direttive per la ritirata ma l'arrivo dei britannici gettò i suoi uomini nel panico. Guidò quindi una disorganizzata ritirata fino Sorel, dove giunse il 18 maggio.

### Forze britanniche a Trois-Rivières
Per tutto il mese di maggio ed inizio giugno, navi inglesi, con a bordo truppe e rifornimenti da guerra, continuarono ad arrivare in Quebec. Per il 2 giugno, Carleton poteva contare sul 9º, 20º, 29º, 53º e sul 60º Reggimento Fanti, oltre al generale John Burgoyne. Con le navi giunsero anche truppe dalla Contea d'Assia, da Brunswick, comandate dal barone Riedesel.
Dopo l'iniziale avanzata americana nei primi di maggio, Carleton non ordinò offensive significative fino al 22 maggio, quando inviò delle navi con a bordo il 47º e il 29º Reggimento a Trois-Rivières, sotto il comando di Allan Maclean. Il generale Simon Fraser guidò ulteriori forze a Trois-Rivières, il 2 giugno, ed entro il 7 dello stesso mese le forze britanniche sul campo avevano raggiunto le mille unità, con venticinque navi, con a bordo truppe e rifornimenti, ancorate lungo il fiume vicino al villaggio e per diverse miglia di distanza.

### I preparativi americani
Poiché la ritirata di Thomas fu provocata dall'arrivo di tre navi della flotta inglese trasportante solo un centinaio di uomini, non seppe mai realmente quanti soldati componevano l'esercito britannico. In un consiglio di guerra a Sorel, il 21 maggio, a cui presero parte dei rappresentanti del Secondo Congresso Continentale, fu presa la decisione di prendere posizione a Deschambault, tra Trois-Rivières e Quebec City. Questa decisione fu presa in base a brevi rapporti e voci sulla forza delle unità britanniche e venne molto influenzata dai membri non militari del Congresso. Thomas contrasse il vaiolo che si manifestò il 21 maggio e che lo portò alla morte il 2 giugno. Fu quindi rapidamente sostituito dal generale William Thompson e che rinunciò al comando in favore del generale John Sullivan, quando giunse a Sorel il 5 giugno con ulteriori rifornimenti da Fort Ticonderoga.
Il 5 giugno, appena un'ora prima dell'arrivo di Sullivan, Thompson inviò 600 uomini, al comando del colonnello Arthur St. Clair verso Trois-Rivières con lo scopo di sorprendere e respingere la piccola forza britannica che si credeva fosse lì. Sullivan, al suo arrivo a Sorel, spedì immediatamente un dispaccio a Thompson con altri 1 600 uomini al seguito. Queste truppe si riunirono con St. Clair a Nicolet, dove le difese sarebbero state erette il giorno seguente. Nella notte dell'7 giugno, Thompson, St. Clair e circa 2 000 uomini attraversarono il fiume, sbarcando a Pointe du Lac, alcune miglia oltre Trois-Rivières.

## Battaglia

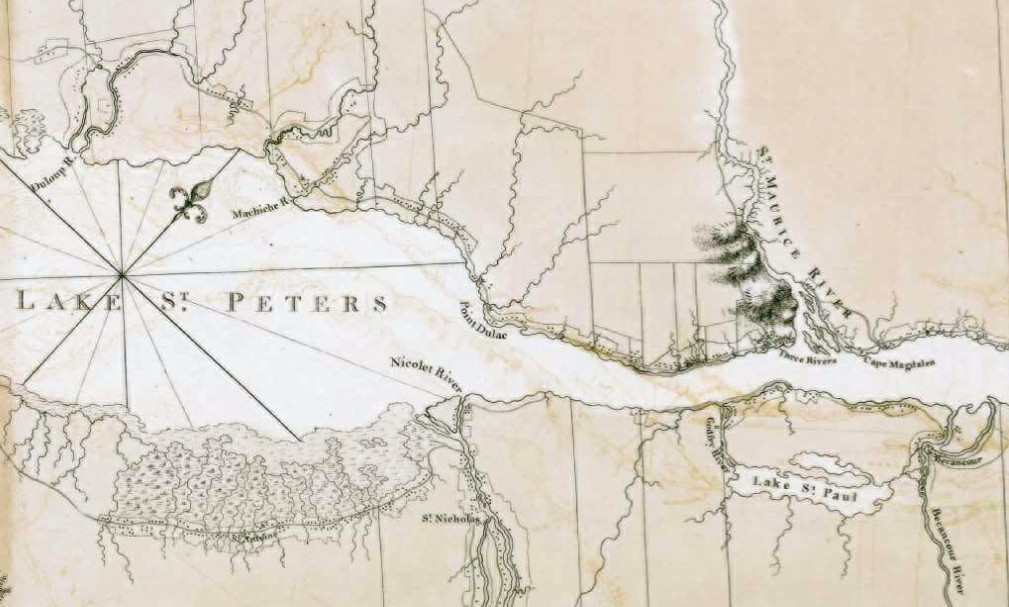
Dettaglio di una mappa del 1781 relativo all'area della battaglia

L'attraversamento americano fu visto da un capitano della milizia locale che corse al campo britannico a Trois-Rivières e fece rapporto al generale Fraser. Thompson lascio 250 uomini a guardia della zona di sbarco e guidò il resto delle sue truppe Trois-Rivières. Non conoscendo il terreno della zona, convinse un contadino locale, Antoine Gautier, a guidare gli uomini verso il campo inglese. Apparentemente Gautier procedette volontariamente in una palude da cui impiegarono ore ad uscire. Nel frattempo, i britannici, allertati della presenza degli americani, procedettero a far sbarcare le truppe dalle navi e a organizzare gli schieramenti sulla strada fuori paese. Alcune navi furono inviate anche a Pointe du Lac, obbligarono gli americani di guardia a fuggire attraverso il fiume con la maggior parte delle imbarcazioni.
Alcuni americani, guidati da Thompson, uscirono dalla palude confrontandosi con la HMS Martin, che gli respinse a cannonate nelle paludi. Una colonna di uomini, al comando del colonnello Anthony Wayne, se la cavò solo un po' meglio, uscendo dalla palude per dover poi affrontare la formazione di Fraser. Vi fu quindi alcuni brevi scambi di raffiche: tuttavia gli americani, chiaramente soverchiati dalle forze di Fraser, ruppero e fila e fuggirono, lasciando armi e rifornimenti dietro di loro. Alcuni di loro si ritirarono appostandosi in cima a degli alberi da cui offrirono copertura ai compagni e tentarono di ingaggiare i britannici: le unità britanniche tuttavia gli tennero lontani dalla strada e le navi dalla costa. St. Clair e alcuni uomini raggiunsero il luogo degli sbarchi, solo per trovarlo occupato dagli inglesi. Solamente tornando nella palude e continuando, risalendo il fiume, riuscirono a sfuggire alla cattura. Wayne inoltre riuscì a formare una retroguardia di 800 uomini che tentarono un attacco alla postazione britannica, prima di essere respinti nei boschi paludosi. Wayne quindi guidò una traballante ritirata, nella quale le compagnie di uomini sgattaiolarono via, con gli alberi che ne davano protezione celando il loro vero numero.
Il generale Carleton giunse a Trois-Rivières alla conclusione della battaglia. Nel frattempo, un distaccamento britannico, guidato dal maggiore Grant, aveva preso il controllo di un ponte sul Rivière-du-Loup, un attraversamento fondamentale per gli americani in ritirata, lungo la sponda nord del San Lorenzo. Carleton, tuttavia, ordinò a Grant di ritirarsi, permettendo alla maggior parte degli americani di scappare, ma non è chiaro se decise ciò perché non era in grado di fronteggiare un così elevato numero di prigionieri, o perché voleva demoralizzare ulterioriormente gli avversari. Un numero significativo di americani non andarono molto lontano e furono fatti prigionieri. Tra essi, vi era il generale Thompson e diciassette dei suoi ufficiali. Le schermaglie tuttavia continuarono fino al 13 giugno, quando il conto totale dei prigionieri raggiunse i 236 prigionieri. Le vittime americane si aggirano tra i 30 e i 50 morti.

## Conseguenze
I resti dell'esercito americano riuscirono a dirigersi a nord, fino a Berthier, dove attraversarono il fiume e raggiunsero Sorel. Alcuni uomini non arrivarono prima dell'11 giugno. Sullivan, che poteva contare su 2 500 uomini al suo comando, riteneva inizialmente di restare a Sorel, tuttavia, il vaiolo e la diserzione, oltre alla notizia che una flotta britannica stava risalendo il San Lorenzo, convinsero Sullivan ad ordinare la ritirata. Per il 17 giugno, l'Esercito Continentale aveva lasciato la provincia; non prima però di tentare di bruciare Montreal, oltre a tentare di distruggere Fort Saint-Jean ed ogni nave di interesse militare in grado di navigare sul Lago Champlain.
Carleton ordinò alla maggior parte dell'esercito britannico di salpare verso Sorel il 9 giugno, tuttavia non partirono finché lui stesso non li raggiunse il 13 giugno. Un distaccamento di 1 200 uomini, al comando di Fraser, marciò lungo la sponda settentrionale verso Berthier e Montreal. La flotta britannica arrivò a Sorel nel pomeriggio del 14 giugno; gli americani se ne erano già andati al mattino. I primi soldati inglesi entrarono a Montreal il 17 giugno e giunsero a Fort Saint-Jean in tempo per vedere gli ultimi soldati americani in fuga dai resti del forte in fiamme.
I prigionieri furono trattati abbastanza generosamente da Carleton. Anche se le condizioni del loro imprigionamento non erano sempre buone, il generale fornì loro abiti nuovi e li condusse a New York, dove li fece liberare tutti tranne gli ufficiali.